# Bubuhan
Bubuhan is een bestuurslaag in het regentschap Simeulue van de provincie Atjeh, Indonesië. Bubuhan telt 300 inwoners (volkstelling 2010).